# أولاد دراكولا (مسرحية)
أولاد دراكولا هي مسرحية كوميدية مصرية من بطولة محمد نجم، محمود القلعاوي، سميرة صدقي، روجينا، جلال عبد القادر ومن تأليف مجدي الإبياري.

## القصة
تدور حول زغلول الموظف البسيط بشركة السياحة سهيرة حتى يكتشف أنه يعمل لدى تجار مخدرات والذين يتخفون في شكل أصحاب هذه الشركة ومديريها فيحاول زغلول أن يقع بهؤلاء بائعين السموم الذي يعتبرهم أشرار ومصاصين دماء ومن أولاد دراكولا.